# Griffin Television Tower Oklahoma

Griffin Television Tower Oklahoma (även känd som KWTV Mast) är en 480,5 meter hög vajerförsedd mast för sändning av FM-radio och television i Oklahoma City i Oklahoma i USA. Masten var världens högsta byggnadsverk när det uppfördes (1954). År 1956 övertog KOBR-TV Tower i Caprock i New Mexico rollen som högst i världen.